# 西楚
西楚（前206年–前202年）為秦朝滅亡至漢朝建立之前的政權，君主為项羽，定都彭城，统楚、梁及鲁国旧邑九郡等戰國時的楚國舊地，国号“西楚”。
秦二世三年二月，项羽在鉅鹿之战击败秦军奠定自己在众诸侯中的地位，虽进军关中后于刘邦，但依靠兵力优势及大胜之威仍取得关中控制权，其后回军彭城，成为楚地的实际控制者。
前206年二月，項羽尊楚后怀王为义帝并分封诸侯，而項羽自号“霸王”，史称西楚霸王，並分封天下十八位諸侯王。
前202年，項羽在垓下之战中敗于以汉为首的诸侯联盟而自刎于乌江，楚地随之被汉所吞并。
北京大学教授辛德勇认为项羽的“西楚霸王”是“四楚霸王”之误，四楚是临江、衡山、九江加上项羽直接控制楚国的合称。

## 西楚七郡
据姚鼐《项羽九郡考》的说法为梁地二郡：砀郡、东郡；楚地七郡：陈郡、薛郡、泗水郡、东海郡、东阳郡、鄣郡、会稽郡，合计九郡所辖之域约今河南省东部、山东省西南部、安徽省淮河流域及江南部分、江苏省全部、上海市全部和浙江省大部分地区。楚地分三部，西楚为楚国故地，为楚国核心区，包括楚国历史上定都过的诸郢(鄢郢、纪郢（南郡江陵）、陈郢（陈国故都）、寿郢)；东楚原为吴越故地，在战国中后期才逐渐归属于楚国；南楚则为楚国的南部边荒之地。项羽起兵东楚故地江东，项羽的领地包含西楚与东楚的大部分地区，而南楚则被项羽分封给了吴芮(衡山国)、英布(九江国)、共敖(临江国)。西汉建立后，一度封建制与郡县制并立，称“郡国并行制”。西楚分属東海郡， 泗水国， 楚國（彭城郡），江都國， 東陽郡，廣陵國，臨淮郡，會稽郡（荆國），丹楊郡（鄣郡或故鄣郡）等地。

## 大事记

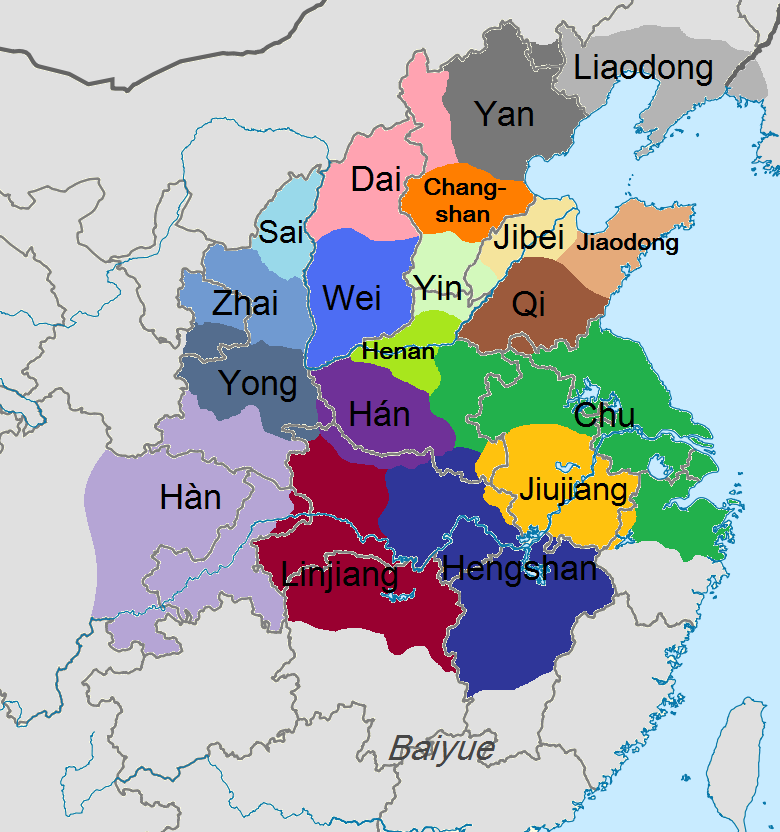
项羽十八诸侯图

- 汉元年十月，秦王子婴投降刘邦，刘邦还军灞上，等待诸侯到来。

- 汉元年十一月，刘邦与秦民约法三章，项羽杀秦降将于河南新安。

- 汉元年十二月，项羽入咸阳，杀秦王子婴，屠烧咸阳。

- 汉元年二月，项羽分封天下，立诸侯。分楚为四国：
  - 西楚霸王项羽，建都彭城
  - 九江国英布，建都六
  - 衡山国吴芮，建都邾
  - 临江国共敖，建都江陵

分秦为三国：
- - 章邯为雍王，建都废丘
  - 司马欣为塞王，建都栎阳
  - 董翳为翟王，建都高奴

分赵为二国：
- - 赵王赵歇为代王
  - 张耳为恒山王，建都襄国

分齐为三国：
- - 齐王田市为胶东王
  - 济北王田安，建都博阳
  - 临淄王田都，建都临淄

分燕国二国：
- - 燕王韩广为辽东王
  - 燕王臧荼，建都蓟

分魏为二国：
- - 西魏王魏豹，建都平阳
  - 殷王司马卬，建都朝歌

分韩为二国：
- - 韩王韩成，建都阳翟
  - 河南王申阳，建都洛阳

並封刘邦为汉王，建都南郑。
- 汉元年四月，诸侯各就国，刘邦至汉中，烧绝栈道，张良归韩王。

- 汉元年五月，田荣杀临淄王田都。

- 汉元年六月，田荣杀胶东王田市。

- 汉元年七月，田荣杀济北王田安，并三齐，自立为齐王。项羽以韩王韩成灭秦无功为借口，不让他就国，杀之彭城。

- 汉元年八月，项羽立郑昌为韩王，燕王臧荼杀掉辽东王韩广于无终，并其地，刘邦出汉中，攻打雍王章邯，围章邯于废丘，章邯之弟援废丘，曹参、周勃、樊哙等击败章平于好畤，章平逃往陇西。

- 汉元年九月，刘邦派灌婴攻打塞王，攻下栎阳，俘虏塞王司马欣，设为渭南、河上郡。 陇西都尉郦商攻打北地郡、上郡，汉将朱轸俘虏翟王董翳。

- 汉元年十月，项羽使临江王共敖、衡山王吴芮杀掉义帝，靳歙击败章平于陇西，章平逃走，汉军平定陇西郡，刘邦至河南陕县，派薛欧、王陵出武关，往沛县迎接太公与吕后，项羽派韩王郑昌在阳夏阻挡，薛欧王陵不能前进，刘邦命令韩王信攻打郑昌，将其击败，平定韩地，刘邦封韩王信为韩王。项羽扣押太公与吕后。陈余派夏说游说田荣，与之联合，攻打恒山王张耳，张耳战败，投奔刘邦，陈余迎赵王赵歇于代，重新立赵歇为赵王。河南王申阳降汉，设为河南郡。

- 汉元年十一月，赵王歇感激陈余，封陈余为代王，陈余以赵王歇弱小，不到封国去，留在赵国辅佐赵王歇，以夏说为相国驻守代国。田荣授与彭越将军印，令反梁地，项羽派萧公角攻打彭越，被彭越打败。

- 汉元年十二月，项羽欲攻打齐王田荣，招九江王英布一同前往，遭到英布拒绝，于是项羽对英布心怀怨恨，项羽攻打田荣，田荣战败，逃至平原，平原民杀田荣。汉军平定北地郡。

- 汉二年一月，项羽立田假为齐王。曹参击败章平于景陵，俘虏章平。

- 汉二年二月，田荣之弟田横在城阳反项羽，驱逐田假，立田广为齐王，田广以田横为相。田假逃到楚国，被杀害。项羽攻打田横，不能取胜，汉王刘邦东进，殷王司马昂降汉，项羽派陈平平定殷国，司马昂又降楚，刘邦攻打殷王司马昂，俘虏司马昂，设为河内郡。陈平害怕被项羽诛杀，投降刘邦。魏王魏豹降汉。刘邦派使者劝说陈余归降，陈余回信说，汉杀掉张耳就就降，于是刘邦只好找到一个和张耳长得很像的人杀了，派人将其头送给陈余，陈余发兵助汉。刘邦南渡平阴，至洛阳，为义帝发丧，准备攻打楚国。

- 汉二年三月，项羽与田横战于城阳，刘邦乘彭城空虚，闪击彭城。项羽得知，派龙且、项它在定陶阻击汉军，刘邦与曹参、灌婴出临晋关，从河内修武渡围津，在定陶打败龙且、项它。刘邦与樊哙在外黄打败楚将王武与程处，彭越将其兵三万余人归汉，刘邦以彭越为魏相国，攻打梁地。刘邦至砀县、与曹参、灌婴会合，下萧县，攻占彭城。樊哙北上攻打鲁地，阻挡项羽南下。吕泽驻守彭城西面的下邑，万一项羽回军可以与刘邦夹击项羽。

- 汉二年四月，项羽离开齐国，南下救援彭城，在鲁县、胡陵一带打败樊哙。由于项羽的行军速度很快还有许多冲击骑兵，吕泽没来得及作出反应，项羽经过萧县，攻打彭城韩信等汉军及诸侯被击溃，刘邦措手不及选择撤退，汉军诸侯联军战败，项羽夺回彭城。魏王魏豹叛汉，陈余得知张耳没死，也叛汉。塞王司马欣，翟王董翟投奔项羽，河内郡为项羽吞并，彭越收收兵居梁地。

- 汉二年五月，刘邦西收兵，与吕泽在下邑会合。派人去沛县找家人，最后找到了刘盈和鲁元公主。刘邦派随何劝说英布降汉。曹参、灌婴、靳歙、樊哙周边平定叛乱，在荥阳驻扎。

项羽派龙且攻打英布，自己进攻下邑。
- 汉二年六月，刘邦入关，杀章邯于废丘，立刘盈为太子，带领关中诸军诣荥阳，以灌婴统率骑兵，在荥阳以东打败向西追击的项羽。刘邦派郦食其劝说魏豹降汉，魏豹不听。

- 汉二年八月，刘邦派曹参、韩信攻打魏豹，攻破安邑，曹参擒魏豹。

- 汉二年九月，曹参平定魏国河东，上党郡。

- 汉二年后九月，陈豨定代，曹参斩代相国夏说，与曹参平定太原郡，共五十二城。

- 汉二年十月，刘邦命令韩信与张耳攻打井陉关，陈余抵挡韩信与张耳，此时刘邦与靳歙、周勃等从南攻破邯郸，陈余进退两难，韩信与张耳出兵攻杀陈余。赵将戚将军逃跑，因为东有项羽，北有韩信与张耳，南有刘邦，于是越过太行山向东逃跑至邬县，被曹参斩杀。赵王歇逃到襄国。

- 汉二年十一月，刘邦与韩信在襄国会合，杀赵王歇。周勃、召欧等继续平定恒山、巨鹿、燕 国，燕王臧荼降汉，项羽派楚将争夺赵国，唐厉在武城打败楚军。韩信请刘邦封张耳为赵王，刘邦同意。

- 汉二年十二月，韩信张耳继续平定赵国余寇，刘邦、靳歙、周勃、曹参等返回敖仓，此前英布被龙且打败，与随何归汉，此时英布正式归降刘邦。

- 汉三年一月，英布入九江，发现家人已被项羽派人杀害，于是收数千人归汉，刘邦南下至宛，叶一带亲自迎接英布，给英布增兵，一起到成皋。

- 汉三年二月至五月，刘邦与项羽在荥阳相持。

- 汉三年六月，韩信与张耳等人基本平定赵国，南至修武，刘邦离开荥阳至修武， 任命韩信为相国，守赵地。并带走一部分韩信的军队增援前线。

- 汉三年七月，刘邦为解除荥阳相持的僵局，命令靳歙击断楚军从荥阳至襄邑的粮道，命令灌婴击断了楚军从阳武至襄邑的粮道，离开荥阳，攻打楚国后方的二号大本营魯下，并留下御史大夫周苛，枞公等人守荥阳。

- 汉三年八月，刘邦指挥的汉军正在攻打鲁城項冠，此时项羽攻破了荥阳，杀了御史大夫周苛，项羽再破成皋，至巩县，直逼洛阳。

- 汉三年九月，刘邦完全平定鲁县，得知荥阳与成皋已失，项羽逼近洛阳，于是命令靳歙、丁复等单独攻打楚国后方，丁复在彭城打败龙且。刘邦与灌婴回洛阳抵挡项羽，把项羽阻挡在巩县不能西进。项羽猛攻洛阳与敖仓，刘邦命令灌婴去邯郸调韩信军回敖仓坚守，任命灌婴接任周苛御史大夫之职，派郦食其说降齐国。

- 汉三年十月，郦食其说降齐王，齐王撤历城守军降汉，韩信为了自己当齐王，又攻打历城，齐国叛汉，攻打楚国后方的靳歙与丁复不得不停止进攻，回到前线，刘邦派灌婴、曹参、陈武等支援韩信，攻打齐国。灌婴、曹参等到达齐国，攻下历城，齐王逃往高密，向项羽求救，项羽派龙且援齐。

- 汉三年十一月，汉军杀齐王田广、龙且，齐相田横自立为齐王，灌婴在嬴县打败田横，田横投奔彭越。刘邦派刘贾卢绾佐彭越攻打楚国后方，项羽攻打彭越，刘邦杀曹咎、擒塞王司马欣，夺取成皋，驻军广武。

- 汉三年十二月，项羽射伤刘邦，刘邦病愈后，令樊哙守广武，入关慰问父老，把塞王司马欣带到栎阳枭首。四日后，带关中兵回到广武。

- 汉四年二月，曹参杀田既于胶东，灌婴杀齐将田吸于千乘，平定齐国。韩信自立为齐王。

- 汉四年三月，曹参留在齐国继续平定齐国未服者，灌婴南下攻打楚国，南渡淮河，至广陵。

- 汉四年七月，立英布为淮南王。

- 汉四年八月，项羽派项声、薛公收复淮河以北，灌婴率军北上，打败项声，斩薛公，攻下楚都彭城。

- 汉四年九月，刘邦为了取回被项羽扣押的家人，项羽也因彭城已失，接受“鸿沟协议”，送回刘邦的家人。

- 汉五年十月，项羽离开荥阳向南逃跑，刘邦率军追击，在阳夏南打败楚军，追至固陵，刘邦止步，派刘贾攻取寿春，策反项羽的大司马周殷，攻下九江，与英布会合包抄项羽。派人赴齐招韩信，韩信坐山观虎斗，拒不与刘邦会合。彭越攻下昌邑二十余城，给刘邦提供粮草。

- 汉五年十一月，刘邦追项羽到陈县，与灌婴会合颐乡。大败楚军於陳下，楚将灵常、陈公利几降汉军。项羽继续逃跑，欲前往会稽。

- 汉五年十二月，刘贾、周殷、英布攻下城父堵截项羽，项羽逃到垓下，刘邦与刘贾、周殷、英布会合。韩信看到项羽大势已去，也前往垓下与刘邦会合。彭越也来垓下与刘邦会合，联军在垓下大败项羽，项羽逃跑，灌婴追击，斩项羽于东城。

- 汉将灌婴渡江，大破江南楚军，杀吴守，收会稽、豫章、江南。

- 汉五年十二月，项羽死，独鲁为项羽坚守。及汉遗鲁以项羽首，礼葬项羽，鲁降。